# Eleşkirt
Eleşkirt (anticamente Alashkert o Alaşkert) (in armeno: Ալաշկերտ') è una località e un distretto della Turchia nord-orientale, appartenente alla provincia di Ağrı, nei pressi del confine con la Georgia. La località era nota nel periodo medievale come Vaghashkert (in armeno: Վաղաշկերտ).
| Controllo di autorità | VIAF (EN) 157294778 · LCCN (EN) n2001057325 · J9U (EN, HE) 987007484770505171 |